# هويت آكستون
هويت آكستون (بالإنجليزية: Hoyt Axton) (و. 1938 – 1999 م) هو مغني، ومغن مؤلف، وممثل تلفزي، وممثل أفلام أمريكي، ولد في دنكان، توفي في هيلينا، مونتانا، عن عمر يناهز 61 عاماً، بسبب نوبة قلبية.

## الخدمة العسكرية
خدم في بحرية الولايات المتحدة.

## وصلات خارجية
- هويت آكستون على موقع IMDb (الإنجليزية)
- هويت آكستون على موقع ألو سيني (الفرنسية)
- هويت آكستون على موقع ميوزك برينز (الإنجليزية)
- هويت آكستون على موقع تيرنر كلاسيك موفيز (الإنجليزية)
- هويت آكستون على موقع أول موفي (الإنجليزية)
- هويت آكستون على موقع قاعدة بيانات برودواي على الإنترنت (الإنجليزية)
- هويت آكستون على موقع قاعدة بيانات الأفلام السويدية (السويدية)
- هويت آكستون على موقع إن إن دي بي (الإنجليزية)
- هويت آكستون على موقع أول ميوزيك (الإنجليزية)
- هويت آكستون على موقع ديسكوغز (الإنجليزية)